# Teixidor pardalenc dorsicastany
El teixidor pardalenc dorsicastany (Plocepasser rufoscapulatus) és un ocell de la família dels ploceids (Ploceidae).

## Hàbitat i distribució
Habita el bosc miombo del sud-est i centre d'Angola, sud-est de la República Democràtica del Congo, Zàmbia i oest de Malawi.